# Вентосілья-і-Техаділья
Вентосілья-і-Техаділья (ісп. Ventosilla y Tejadilla) — муніципалітет в Іспанії, у складі автономної спільноти Кастилія-і-Леон, у провінції Сеговія. Населення — 38 осіб (2010).
Муніципалітет розташований на відстані близько 85 км на північ від Мадрида, 44 км на північний схід від Сеговії.
На території муніципалітету розташовані такі населені пункти: (дані про населення за 2010 рік)
- Лас-Касас-Альтас: 11 осіб
- Техаділья: 5 осіб
- Вентосілья: 22 особи

## Демографія
Динаміка населення (INE ):